# Enchanted Propaganda
Enchanted Propaganda는 대한민국의 래퍼 재키와이의 데뷔 정규 음반으로, 인디고뮤직을 통해 2018년 7월 6일에 발매되었다.

## 배경
<W 코리아>와의 인터뷰에 따르면, "어느 날 재키와이는 집 근처 옥상에서 북한에서 떨어뜨린 것으로 추정되는 프로파간다를 두 번이나 목격했다. 그 순간 모든 미디어가 결국 그들만의 프로파간다가 아닐까 하는 생각이 들었고, 자신의 앨범 역시도 그런 프로파간다와 같은 존재가 된다면 어떨까 생각했다."

## 트랙 리스트
| 트랙 | 곡 이름              |
| ---- | -------------------- |
| 1    | SPIKA                |
| 2    | Life Disorder        |
| 3    | dOgMa                |
| 4    | Digital Camo         |
| 5    | Enchanted Propaganda |
| 6    | HATE Generation      |
| 7    | NeoClear             |
| 8    | Anti-                |
| 9    | Capitalism           |
| 10   | War Is Ready         |